# 杨琼枝
杨琼枝，山西五台人，清朝政治人物。进士出身。
杨琼枝为康熙十五年（1676年）丙辰科进士。康熙二十六年（1687年）接替南梦班任华亭县知县一职，1688年由朱腾蛟接任。